# المروغه اليمانية (الشاهل)

تعديل مصدري - تعديل

المروغه اليمانية هي إحدى قرى عزلة جانب اليمن بمديرية الشاهل التابعة لمحافظة حجة، بلغ تعداد سكانها 177 نسمة حسب تعداد اليمن لعام 2004.